# Landelijke Huisartsen Vereniging
De Landelijke Huisartsen Vereniging (LHV) is de beroepsvereniging voor huisartsen in Nederland. De vereniging werd opgericht in 1946 als verbond van huisartsen. Het overgrote deel van de huisartsen is lid.
De vereniging zet zich in voor de belangen van huisartsen en heeft als doel haar leden zo goed mogelijk te ondersteunen. Zo is de LHV de woordvoerder voor de aangesloten huisartsen in overleg met de regering en zorgverzekeraars. Hiermee bevindt ze zich op uiteenlopende beleidsterreinen.

## Doelstelling en taken
Doelstelling van de LHV is de positie van van de huisarts binnen de gezondheidszorg te behouden en te versterken. De vereniging wil invloed uitoefenen en afspraken maken, bijvoorbeeld over tarieven en vergoedingen. De LHV agendeert voor de leden belangrijke thema's bij beleidsmakers en besluitvormers, en monitort wetgeving. Ze strijdt voor het behoud van de poortwachtersfunctie van de huisarts en de inschrijving op naam. De vereniging biedt verschillende producten en diensten aan die huisartsen ondersteunen bij de dagelijkse praktijkvoering. Een voorbeeld hiervan is de LHV-declareerwijzer. De organisatie biedt ook nascholingen aan via de LHV Academie en staat leden bij met juridisch- en bouwadvies.

## Bestuur
Sinds 1 januari 2024 is Marjolein Tasche bestuursvoorzitter van de LHV. Mirjam van 't Veld (2021-2023), Ella Kalsbeek (2014 - 2021) en Steven van Eijck (2006 - 2014) gingen haar voor.

## Integraal zorgakkoord
Op 13 september 2022 sloten diverse partijen uit de zorg het integrale zorgakkoord. Dit akkoord heeft als doel om de zorg in de toekomst toegankelijk en betaalbaar te houden. De LHV zette haar handtekening niet onder het akkoord, dit na een peiling onder 3.000 aangesloten leden. De huisartsen stemden 'nee, tenzij': zij wilden eerst concrete resultaten zien op het gebied van de avond-, nacht- en weekenddiensten en meer tijd voor de patiënt.
Op 24 januari 2023 besloot de LHV om het zorgakkoord alsnog te ondertekenen. Dit besluit nam de ledenvergadering nadat de voorwaarden voor de 'nee, tenzij' waren ingevuld.

## Boete ACM
De Autoriteit Consument & Markt (ACM) legde uiteindelijk in 2014 de LHV een boete op wegens de adviezen van de LHV die ertoe hadden geleid dat de keuzemogelijkheden voor nieuwe huisartsen en patiënten werden beperkt. De oorspronkelijke boete werd verlaagd van bijna 8 miljoen naar 5,9 miljoen euro. Een boete voor twee functionarissen werd geschrapt. Op 17 december 2015 vernietigde de rechtbank te Rotterdam de hele boete die ACM had opgelegd; de LHV ging geheel vrijuit. Vereniging en huisartsen moeten zich aan de Mededingingswet houden.